# Hyposmocoma elegantula
Hyposmocoma elegantula là một loài bướm đêm thuộc họ Cosmopterigidae. Nó là loài đặc hữu của Oahu. Loài địa phương ở Koko Head.
Adults have been collected at flowers of Lipochaeta integrifolia, but the larvae và the hostplant are unknown.